# Top of the Pops
Top of the Pops var ett musiklisteprogram från BBC som sändes på veckobasis mellan den 1 januari 1964 och 30 juli 2006.
Totalt gjordes 2 212 avsnitt med torsdag som traditionell sändningsdag i BBC One. Från 1996 gick det fredagar, och senare söndagar i BBC Two. I programmet uppträdde utvalda artister bland de som sålt bäst.
Finns även som ungdomstidning.